# Peania
Peania (griechisch Παιανία (f. sg.)) ist eine Gemeinde im Regionalbezirk Ostattika der Region Attika. Sie besteht aus den beiden Gemeindebezirken Glyka Nera und Peania, die vor der Vereinigung 2011 eigenständige Gemeinden waren. Der Ort wurde 1915 von Liopesi (Λιόπεσι) nach dem antiken attischen Demos Paiania umbenannt.

## Lage
Die Gemeinde Peania nimmt die Ostseite des Hymettos ein. Dessen Höhenlagen bildet die Grenze zu den Athener Vorstadtgemeinden Agia Paraskevi, Papagos-Cholargos, Zografos und Kesariani. Die Ethniki Odos 54 begrenzt das Gemeindegebiet nach Norden. Im Osten reicht Peania über die Attiki Odos (A6) bis Spata, wo auch der südliche Bereich des Athener Flughafens auf dem Gemeindegebiet liegt. Die Gemeinde Kropia grenzt südlich an.

## Verwaltungsgliederung
Im Rahmen der Verwaltungsreform 2010 wurde die Gemeinde Peania aus den beiden ehemaligen Gemeinden Glyka Nera und Peania gebildet, Verwaltungssitz ist Peania.
| Gemeindebezirk | griechischer Name             | Code   | Fläche (km²) | Einwohner 2011 | Stadtbezirke / Ortsgemeinschaften (Δημοτική / Τοπική Κοινότητα) | Lage |
| -------------- | ----------------------------- | ------ | ------------ | -------------- | --------------------------------------------------------------- | ---- |
| Peania         | Δημοτική Ενότητα Παιανίας     | 490801 | 43,907       | 15.619         | Peania, Argithea                                                |      |
| Glyka Nera     | Δημοτική Ενότητα Γλυκών Νερών | 490802 | 08,011       | 11.049         | Glyka Nera                                                      |      |
| Gesamt         | Gesamt                        | 4908   | 51,918       | 26.668         |                                                                 |      |

## Kultur
Im Ort befindet sich das Vorres-Museum (griechisch Μουσείο Βορρέ) für Volkskunde und zeitgenössische Kunst. Es umfasst auch das ehemalige Wohnhaus von Ian Vorres (1924–2015), welches 1966–69 von Michalis Fotiadis entworfen und gebaut wurde.

## Wirtschaft
In Peania befinden sich Studios des Mega TV und der Sitz des Pharmaunternehmens Lavipharm.